# FEZF1
Цинковый палец-1 семейства FEZ, сокращённо FEZF1 или FEZF-1 — это белок, который у человека кодируется геном FEZF1, находящимся на коротком плече 7-й хромосомы человеческого генома. Этот белок относится к семейству Fez-подобных белков, и является цинковым пальцем, фактором транскрипции ядерной ДНК. Длина аминокислотной последовательности этого белка составляет 475 аминокислот. Молекулярная масса этого белка составляет 52 038 дальтон.
Кодируемый геном FEZF1 белок по своим функциям относится к репрессорам, белкам развития. Он задействован в таких биологических процессах, как транскрипция ДНК и регуляция транскрипции, дифференцировка клеток, эмбриогенез и в частности нейрогенез (процесс образования и созревания головного мозга эмбриона). Данный ген имеет несколько вариантов альтернативного сплайсинга транскриптов, что приводит к образованию нескольких разных изоформ данного белка.
Белковый продукт экспрессии гена FEZF1, будучи цинковым пальцем и фактором транскрипции, имеет сайты связывания с ионами цинка и с ДНК. Как и другие факторы транскрипции, белок FEZF1 локализуется в ядре клетки.

## Клиническое значение
Мутации в гене FEZF1 вызывают синдром Кальмана.

## Список литературы
- Song I.S., Oh N.S., Kim H.T., Ha G.H., Jeong S.Y., Kim J.M., Kim D.I., Yoo H.S., Kim C.H., Kim N.S. Human ZNF312b promotes the progression of gastric cancer by transcriptional activation of the K-ras gene (англ.) // Cancer Research?! : journal. — American Association for Cancer Research[англ.], 2009. — April (vol. 69, no. 7). — P. 3131—3139. — doi:10.1158/0008-5472.CAN-08-2240. — PMID 19318583.
- Ulrich M., Seeber S., Becker C.M., Enz R. Tax1-binding protein 1 is expressed in the retina and interacts with the GABA(C) receptor rho1 subunit (англ.) // The Biochemical Journal[англ.] : journal. — 2007. — January (vol. 401, no. 2). — P. 429—436. — doi:10.1042/BJ20061036. — PMID 16999686. — PMC 1820818.
- Maestrini E., Pagnamenta A.T., Lamb J.A., Bacchelli E., Sykes N.H., Sousa I., Toma C., Barnby G., Butler H., Winchester L., Scerri T.S., Minopoli F., Reichert J., Cai G., Buxbaum J.D., Korvatska O., Schellenberg G.D., Dawson G., de Bildt A., Minderaa R.B., Mulder E.J., Morris A.P., Bailey A.J., Monaco A.P. High-density SNP association study and copy number variation analysis of the AUTS1 and AUTS5 loci implicate the IMMP2L-DOCK4 gene region in autism susceptibility (англ.) // Molecular Psychiatry[англ.] : journal. — 2010. — September (vol. 15, no. 9). — P. 954—968. — doi:10.1038/mp.2009.34. — PMID 19401682. — PMC 2934739.
- Song I.S., Ha G.H., Kim J.M., Jeong S.Y., Lee H.C., Kim Y.S., Kim Y.J., Kwon T.K., Kim N.S. Human ZNF312b oncogene is regulated by Sp1 binding to its promoter region through DNA demethylation and histone acetylation in gastric cancer (англ.) // International Journal of Cancer[англ.] : journal. — 2011. — November (vol. 129, no. 9). — P. 2124—2133. — doi:10.1002/ijc.25871. — PMID 21170990.